# Xã Bradford, Quận Wilkin, Minnesota
Xã Bradford (tiếng Anh: Bradford Township) là một xã thuộc quận Wilkin, tiểu bang Minnesota, Hoa Kỳ. Năm 2010, dân số của xã này là 91 người.